# آر. بي. روذرفورد
آر. بي. روذرفورد (بالإنجليزية: R. B. Rutherford)‏ هو مدرب كرة سلة أمريكي، ولد في 11 أبريل 1891 في بياتريس في الولايات المتحدة، وتوفي في 16 فبراير 1976.